# 111 West 57th Street
111 West 57th Street, także Steinway Tower – wieżowiec położony na Manhattanie w Nowym Jorku w Stanach Zjednoczonych. Budynek ma 435 metrów wysokości (równowartość 1428 stóp). Budowę rozpoczęto w lipcu 2015, a ukończono w kwietniu 2022. Ma funkcje mieszkalną, ceny apartamentów sięgały od 66 milionów USD. Ze względu na stosunek szerokości do wysokości wynoszący 1:24 jest nazywany „najwęższym” oraz „najcieńszym” wieżowcem na świecie. Trzeci najwyższy budynek w Nowym Jorku, po 1 World Trade Center oraz Central Park Tower, 4. najwyższy w Stanach Zjednoczonych, a 28. najwyższy na świecie.